# UD Vecindario
Az Unión Deportiva Vecindario vagy UD Vecindario egy spanyol futballcsapat, melynek székhelye Vecindario, amely a Kanári-szigetek autonóm körzetéhez tartozik. Jelen pillanatban a spanyol harmadosztály első csoportjában szerepel, stadionja az Estadio Municipal de Vecindario, melynek befogadóképessége 4 500 fő.

## Története
Az U.D. Vecindariot 1962-ben alapították. A klub sokáig a spanyol negyedik ligában (Tercera División) játszott, majd a 2000-2001-es szezont már a harmadosztályban (Segunda División B) kezdte. Két évvel később ismét kiesett a negyedosztályba, ám azt megnyerve a 2003-2004-es szezont ismét a harmadosztályban kezdte. A klub legsikeresebb szezonja kétségkívül a 2006-2007-es szezon volt amikor a csapat története során először (és utoljára) a spanyol második vonalban (Segunda División) szerepelt, ám onnan ki is esett az idény végén, azóta a gárda a harmadosztályban szerepel.

## Jelenlegi keret
| # |     | Poszt | Név            |
| - | --- | ----- | -------------- |
|   | ESP | K     | Santi Lampón   |
|   | ESP | K     | Santi Hidalgo  |
|   | ESP | K     | Yan Luis       |
|   | ESP | V     | David Dorta    |
|   | ESP | V     | Eduardo        |
|   | ESP | V     | Fran           |
|   | ESP | V     | Roberto        |
|   | ESP | V     | Dani Achi      |
|   | ESP | V     | Kilian         |
|   | ESP | V     | Míchel         |
|   | ESP | V     | David Sánchez  |
|   | ESP | V     | Alberto        |
|   | ESP | KP    | Yeray López    |
|   | ESP | KP    | Rubén Coméndez |

| # |     | Poszt | Név                 |
| - | --- | ----- | ------------------- |
|   | ESP | KP    | Alex Ventura        |
|   | ESP | KP    | Oscar Sánchez       |
|   | ESP | KP    | Ayoze               |
|   | ESP | KP    | Néstor              |
|   | ESP | KP    | Poncho              |
|   | ESP | KP    | Efrén Quesada López |
|   | ESP | CS    | Yoni                |
|   | ESP | CS    | Yeray Ortega        |
|   | ESP | CS    | Saúl                |
|   | ESP | CS    | Aridane             |
|   | ESP | CS    | Ruymán              |
|   | ESP | CS    | Aythami Rivero      |
|   | ESP | CS    | Rubén Quesada       |
|   | ESP | CS    | Bentejuí            |

## Statisztika
| Szezon  | Osztály | Poz. | Copa del Rey |
| ------- | ------- | ---- | ------------ |
| 1989/90 | 3ª      | 7.   |              |
| 1990/91 | 3ª      | 10.  |              |
| 1991/92 | 3ª      | 15.  |              |
| 1992/93 | 3ª      | 13.  |              |
| 1993/94 | 3ª      | 13.  |              |
| 1994/95 | 3ª      | 5.   |              |
| 1995/96 | 3ª      | 11.  |              |
| 1996/97 | 3ª      | 6.   |              |
| 1997/98 | 3ª      | 10.  |              |
| 1998/99 | 3ª      | 9.   |              |
| 1999/00 | 3ª      | 3.   |              |

| Szezon  | Osztály | Poz. | Copa del Rey |
| ------- | ------- | ---- | ------------ |
| 2000/01 | 2ªB     | 8.   |              |
| 2001/02 | 2ªB     | 18.  |              |
| 2002/03 | 3ª      | 1.   |              |
| 2003/04 | 2ªB     | 5.   |              |
| 2004/05 | 2ªB     | 12.  |              |
| 2005/06 | 2ªB     | 4.   |              |
| 2006/07 | 2ª      | 22.  |              |
| 2007/08 | 2ªB     | 11.  |              |
| 2008/09 | 2ªB     | 11.  |              |
| 2009/10 | 2ªB     | 11.  |              |
| 2010/11 | 2ªB     | —    |              |